# Кропоткин, Семён Никитич
Князь Семён Никитич Кропоткин — голова и воевода во времена правления Ивана IV Васильевича Грозного, Фёдора Ивановича, Бориса Годунова и Смутное время.
Из княжеского рода Кропоткины. Единственный сын князя Никиты Ивановича Кропоткина.

## Биография
В 1554 году голова при князе Татеве в походе в связи с крымской угрозою. В 1565 году первый голова Большого полка в литовском походе. В 1573 году в государевом походе к Новгороду среди стряпчих, а оттуда на Лифляндию к городу Пайде. В 1590 году второй воевода в  Дорогобуже. В феврале 1590 года послан воеводою в Старою Ладогу и служил там до февраля 1593 года. Будучи на воеводстве в С. Ладоге местничал в 1592 году с воеводою Ф.А. Хрулёвым-Наумовым. В 1596 году окладчик Обонежской пятины. В 1602 году воевода в Орешке, в августе послан от Государя из Иван-города в Нарву поздравить с приездом датского королевича Йенса (Ханса), которого Борис Годунов прочил в женихи своей дочери Ксении и быть у него первым приставом. У него же в Москве в 1603 году был вторым приставом. В этом же году сидел у Государя за большим столом с персидскими послами. В !605-1606 годах воевода в Корелы. В мае 1606 года присягнул Василию Шуйскому и показан дворянином новгородской десятни Деревской пятины. В 1607 году второй воевода под Крапивною в войсках против Лжедмитрия II.
По родословной росписи показан бездетным.